# Seconda Rivoluzione (Cina)
La Seconda Rivoluzione (in lingua cinese: 二次革命; pinyin: Èrcì Gémìng) si riferisce a una rivolta del 1913 da parte dei governatori di diverse province della Cina meridionale, nonché dei sostenitori di Sun Yat-sen e del Kuomintang contro il governo Beiyang della Repubblica di Cina guidato da Yuan Shikai. Fu rapidamente sconfitta dagli eserciti di Yuan e portò al continuo consolidamento dei suoi poteri come presidente della Repubblica di Cina.
La ribellione di Bai Lang fu parallela alla Seconda Rivoluzione.

## Contesto storico
Il capo del Kuomintang, Song Jiaoren fu assassinato nel marzo del 1913. Alcune persone credono che Yuan Shikai fosse responsabile e, sebbene non sia mai stato provato, aveva già organizzato l'assassinio di diversi generali pro-rivoluzionari. L'animosità verso Yuan crebbe. Ad aprile ottenne un prestito per il risanamento di 25 milioni di sterline da Regno Unito, Francia, Russia, Germania e Giappone, senza prima consultare il Parlamento. Il prestito fu utilizzato per finanziare l'esercito Beiyang di Yuan.
Il 20 maggio 1913, Yuan concluse un accordo con la Russia che garantiva alla Russia privilegi speciali nella Mongolia Esterna e limitava il diritto cinese di stazionare truppe in quella zona. I membri del parlamento del Kuomintang accusarono Yuan di aver abusato dei suoi diritti e chiesero la sua rimozione. D'altra parte, il Partito Progressista, che era composto da monarchici costituzionali e sostenne Yuan, accusò il Kuomintang di fomentare un'insurrezione. Yuan decise quindi di usare un'azione militare contro il Kuomintang.
C'erano diverse ragioni alla base della Seconda Rivoluzione oltre all'abuso di potere di Yuan. Il primo fu che la maggior parte degli eserciti rivoluzionari di diverse province furono sciolti dopo l'istituzione della Repubblica di Cina, e molti ufficiali e soldati sentirono di non essere compensati per aver rovesciato la dinastia Qing. Questi fattori suscitarono molto malcontento nei confronti del nuovo governo tra i militari. In secondo luogo, molti rivoluzionari ritennero che Yuan Shikai e Li Yuanhong non meritassero i posti di presidenza e vicepresidenza, perché avevano acquisito le cariche attraverso manovre politiche piuttosto che la partecipazione al movimento rivoluzionario. Infine, l'uso della violenza da parte di Yuan (come l'assassinio di Song) infranse la speranza del Kuomintang di raggiungere riforme e obiettivi politici per vie elettorali.

## Eventi

### Le azioni di Yuan Shikai contro i sostenitori del KMT
All'inizio di maggio Li Chun guidò l'ottava divisione da Baoding a Wuhan e portò anche le sue forze speciali per rafforzare Shanghai. Il 9 giugno, il presidente Yuan rimosse il sostenitore del KMT Li Liejun da governatore del Jiangxi, e fu sostituito dal vicepresidente Li Yuanhong 袁世凱的理由是李烈鈞專制殘毒、違法殃民、恣睢暴戾等，令其到北京聽候酌用. Alcuni studiosi moderni hanno riabilitato Li Liejun in questa luce. Il 13 giugno, il governatore militare del Guangdong Hu Hanmin (Kuomintang) fu nominato a una carica in Tibet, e fu sostituito da Chen Jiongming. Il 30 giugno anche il governatore dell'Anhui Bai Wenwei (KMT) fu licenziato, lo stesso giorno in cui Li Yuanhong ordinò arresti di massa dei leader del partito clandestino a Wuhan.  Su richiesta del comandante della guarnigione di Jiujiang Chen Tingxun, il 3 luglio, Yuan mandò la 6ª divisione dell'esercito Beiyang sotto il comando di Li Chun nel Jiangxi.

### Le province del sud dichiarano l'indipendenza

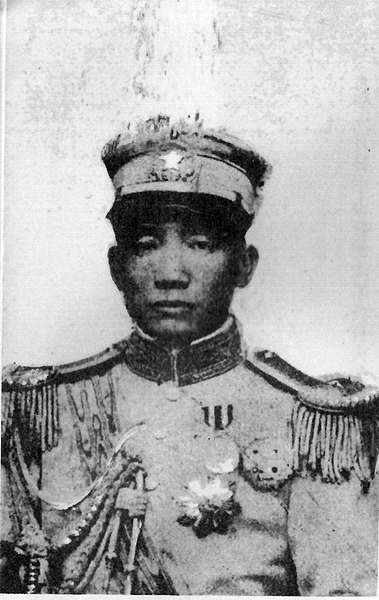
Ritratto di Xiong Kewu

Il 15 luglio, Huang Xing arrivò a Nanchino, organizzò una forza anti-Yuan e annunciò l'indipendenza del Jiangsu. Il governatore del Jiangsu Cheng Dequan fu nominato comandante delle forze del sud, tuttavia Cheng rifiutò l'offerta e fuggì a Shanghai.
Il 17 luglio, il governatore dell'Anhui Bai Wenwei, dichiarò l'indipendenza della sua provincia. Il 18, Chen Qimei annunciò l'indipendenza di Shanghai. Il 18 luglio Chen Jiongming rispose alla richiesta di Sun di dichiarare l'indipendenza del Guangdong. Il 19 luglio, Sun Daoren e Xu Zhongzhi annunciarono l'indipendenza del Fujian su telegramma.
Il 20 luglio, il governatore dello Zhejiang Zhu Rui dichiarò la neutralità nel conflitto. Il 21 luglio, Li Liejun, che era stato licenziato dal governo di Yuan come governatore del Jiangxi, tornò nel Jiangxi da Shanghai sotto gli ordini di Sun Yat-sen. Nella contea di Hukou si riunì con i suoi ex subordinati e dichiarò l'indipendenza del Jiangxi al governo Yuan tramite telegramma.
Il 22 luglio, le forze anti-Yuan furono sconfitte intorno a Xuzhou dalla seconda divisione dell'esercito Beiyang guidata da Feng Guozhang e Zhang Xun e si ritirarono a Nanchino. Dal 22 al 28 le forze anti-Qing tentarono di catturare "江南 制造 局" ma l'esercito Beiyang fu in grado di resistere all'attacco con l'assistenza della marina Beiyang. 指挥部被上海租界当局解散    Il 25 luglio Tan Yankai dichiarò l'indipendenza in Hunan. Il 28 luglio, vedendo la situazione senza speranza, Huang Xing lasciò Nanchino e ritornò in Hunan. Il 4 agosto a Chongqing Xiong Kewu dichiarò l'indipendenza del Sichuan. Yuan Shikai ordinò a Long Jiguang e al suo esercito nel Sichuan di reprimere la ribellione. Long Jiguang avrebbe avuto successo in questo e sconfisse le forze di Xiong Kewu. L'8 He Haiming dichiarò una seconda volta l'indipendenza a Nanchino, comunque quella sera Chen Juhe andò al quartier generale dell'ottava divisione di Nanchino e annullò la dichiarazione. Il giorno successivo Sun Daoren annullò l'indipendenza del Fujian tramite un messaggio telegramma.
L'11 agosto, Haiming dichiarò nuovamente l'indipendenza a Nanchino e condusse 2 000 soldati in una sanguinosa battaglia contro l'esercito Beiyang. Il 13 agosto, l'esercito Ji pro-Yuan guidato da Long Jiguang prese il controllo di Guangzhou. Lo stesso giorno in Hunan, Tan Yankai prese il telegramma per annullare l'indipendenza, anche la marina Beiyang prese Wusong e successivamente le forze anti-Yuan a Jiading furono disperse. Il 18 agosto, l'esercito Beiyang al comando di Li Chun catturò Nanchang. il 28 agosto Ni Sichong guidò le forze per catturare Anqing dai ribelli. Il 1º settembre i Corpi Wuwei Zhang Xun catturarono Nanchino. A questo punto ogni provincia aveva abrogato l'indipendenza, quindi Sun Yat-sen, Huang Xing e Chen Qimei fuggirono in Giappone.
L'11 settembre Xiong Kewu abbandonò Chongqing, disperse le sue forze, assunse uno pseudonimo e fuggì. Il giorno successivo, Long Jiguang e il suo esercito Ji entrarono a Chongqing e la Seconda Rivoluzione fu sconfitta nella sua interezza. Dopo il fallimento della Seconda Rivoluzione, Sun Yat-sen fuggì nuovamente dal Paese e ristabilì la società segreta Xingzhonghui. Nell'ottobre 1913 un parlamento intimidito elesse formalmente Yuan Shikai Presidente della Repubblica di Cina e le maggiori potenze estesero il riconoscimento al suo governo. Duan Qirui e altri generali Beiyang di fiducia ricevettero posizioni di rilievo nel gabinetto. Per ottenere il riconoscimento internazionale, Yuan Shikai dovette concordare l'autonomia per la Mongolia Esterna e il Tibet. La Cina doveva ancora essere sovrana, ma avrebbe dovuto consentire alla Russia di liberare la mano nella Mongolia Esterna e Tanna Tuva e la Gran Bretagna in seguito alla sua influenza in Tibet.
Vedendo peggiorare la situazione per il suo partito, Sun Yat-sen fuggì in Giappone nel novembre 1913. Successivamente, Yuan prese gradualmente il controllo del governo, usando i militari come base del suo potere. Sciolse le assemblee nazionali e provinciali e la Camera dei Rappresentanti e il Senato furono sostituiti dal nuovo Consiglio di Stato, con Duan Qirui, il suo fidato luogotenente del Beiyang, come Primo Ministro. Faceva affidamento sullo Tsai Tingkan, istruito in America, per la traduzione in inglese e le connessioni con le potenze occidentali. Alla fine, Yuan stesso fu eletto presidente per un mandato di cinque anni, etichettò pubblicamente il KMT come un'organizzazione seducente, ordinò il suo scioglimento e sfrattò tutti i suoi membri dal Parlamento.

## Conseguenze
La "Seconda Rivoluzione" del KMT si concluse con un fallimento quando le truppe di Yuan ottennero la vittoria completa sulle rivolte rivoluzionarie. Governatori provinciali con lealtà al KMT rimasero volontariamente sottoposti a Yuan. Poiché quei comandanti non fedeli a Yuan furono effettivamente rimossi dal potere, la Seconda Rivoluzione cementò il potere di Yuan.
Nel gennaio 1914, il parlamento cinese fu ufficialmente sciolto. Per dare al suo governo una parvenza di legittimità, Yuan convocò un corpo di 66 uomini dal suo gabinetto che, il 1º maggio 1914, produssero un "patto costituzionale" che sostituì efficacemente la Costituzione provvisoria della Cina. Il nuovo status quo legale conferiva a Yuan, in qualità di presidente, poteri praticamente illimitati su militari, finanze, politica estera e diritti dei cittadini cinesi. Yuan giustificò queste riforme affermando che la democrazia rappresentativa era stata dimostrata inefficiente dalle lotte politiche.
Dopo la sua vittoria, Yuan riorganizzò i governi provinciali. Ogni provincia fu sostenuta da un governatore militare (都督) e da un'autorità civile, dando a ciascun governatore il controllo del proprio esercito. Ciò ha contribuito a gettare le basi per i signori della guerra che paralizzarono la Cina nei due decenni successivi.
Durante la presidenza di Yuan, fu introdotto un "dollaro" d'argento (yuan in cinese) con il suo ritratto. Questo tipo di moneta fu la prima moneta "in dollari" delle autorità centrali della Repubblica di Cina ad essere emessa in quantità significative. Divenne un tipo di moneta d'argento base nella prima metà del XX secolo e fu coniato per l'ultima volta negli anni '50. Furono anche ampiamente forgiati.